# Семь золотых городов
Семь золотых городов (Ciudades de oro) — легенда, которая зародилась на Пиренейском полуострове в Средние века и получила развитие в ходе конкисты. В Северной Америке XVI века слухи о существовании сказочно богатых городов где-то в глубине континента играли ту же роль, что и рассказы об Эльдорадо и Пайтити в Южной Америке: в поисках несметных сокровищ конкистадоры снаряжали экспедиции в неизведанные земли, в т.ч. на территорию современных США.

## Легенда
Согласно распространённому в Кастилии и Португалии поверью, во время нашествия арабов семь благочестивых епископов Вестготского королевства во главе с епископом Порту, спасаясь от завоевателей, отплыли на запад в Атлантический океан и достигли острова, где основали семь поселений. В некоторых версиях легенды эти события приурочены к взятию Мериды маврами в XII веке. В память об этой легенде назван район Сете-Сидадеш на Азорах.

## Города на картах
Начиная с карты Дзуане Пиццигано 1424 года, на западе Атлантического океана итальянские картографы XV века помещали прямоугольный остров Антилия с берегами, изрезанными семью бухтами, причём на берегу каждой из них изображали по городу. Очевидно, сведения о легендарном острове были получены от испанских или португальских мореходов, знакомых с преданием о бегстве семи епископов на запад. Названия городов варьировались от карты к карте (например, Aira, Antuab, Ansalli, Ansesseli, Ansodi, Ansolli и Con). Иногда вместо Антилии баснословный остров так и называли: «Остров семи городов» (порт. Ilha das Sete Cidades, Septe Cidades).

## Золотые города
В 1536 году выжившие члены экспедиции Нарваэса к берегам Флориды (включая Кабеса де Вака) вернулись в Новую Испанию с известиями о том, что где-то к северу, по рассказам индейцев, есть семь городов, полных сказочных сокровищ. Так средневековая легенда обрела новое рождение и стала будоражить умы конкистадоров.
В 1539 году пленённый этими рассказами Франсиско Васкес де Коронадо направил на разведку северных земель францисканца Маркоса де Ниса, который по возвращении убедил испанцев в существовании Семи городов Сиболы, расположенных в стране народа зуни на территории штата Нью-Мексико. Не исключено, что францисканец так интерпретировал услышанные от туземцев легенды об их прародине Ацтлане.
В 1540 году Васкес де Коронадо выдвинулся на поиски семи городов. Достигнув области индейцев пуэбло, он услышал от них новое сказание — про богатый город Кивира (Quivira), где правит некий «турок». Дойдя с большими трудностями до пункта назначения, где должны были находиться Сибола и Кивира, конкистадор не нашёл ничего, кроме хижин нищих индейцев. После этого популярность легенды о семи городах быстро пошла на убыль.

## В массовой культуре
- Поиску семи золотых городов посвящён японский мультсериал «Эстебан, сын солнца» (1982), действие которого происходит в 1532 году.
- «Осень Ацтека» — исторический роман американского писателя Гэри Дженнингса, опубликованный в 1997 году, в котором описывается возвращение оставшихся в живых участников экспедиции Нарваэса и снаряжение Коронадо новой экспедиции на поиски семи золотых городов.
- Поиском одного из семи золотых городов занимается Бэнджамин Гейтс в фильме «Сокровище нации: Книга тайн» (2007).
- На легенде о семи золотых городах основывается сюжет игры Uncharted: Золотая бездна (2011) для PS Vita.
- Также в игре Sid Meier’s Colonization при исследовании слуха о затерянном городе игрок может открыть "один из семи городов Циболы", получая юнит "обоз с сокровищами", содержащий около 7000 единиц золота.
- Поиском древнего города Квивира занимается экспедиция в книге Линкольна Чайлда и Дугласа Престона «Золотой город».